# Sninský kameň
Sninský kameň (1005 m n. m.) je hora ve Vihorlatských vrších na Slovensku. Vypíná se nad obcí Zemplínske Hámre nad jezerem Morské oko. Na vrcholu se nacházejí dva andezitové útvary. Prvním je vyšší ale plošně menší Malý Sninský kameň (1005 m n. m.), druhým nižší ale plošně větší Veľký Sninský kameň (998 m n. m.) Skaliska jsou turistům zpřístupněna pomocí ocelových schodů a poskytují nádherný panoramatický výhled do okolí. Na Veľkém Sninském kameni stojí jednoduchý vrcholový kříž. Úpatí hory tvoří mělké kamenité půdy.

## Ochrana
Vrcholové partie jsou chráněny v rámci Přírodní památky Sninský kameň (plocha 5,52 ha, vyhlášena v r. 1982). Na skalnatém vrcholu se nacházejí pozůstatky xerotermních travních společenstev s kostřavou ovčí a kostřavou vihorlatskou. Na skalních stěnách roste kapradina skalní a sleziník severní. Na ploše celé přírodní památky bylo zjištěno 43 druhů lišejníků a 148 druhů vyšších rostlin. Roste tu i jediná slovenská liána plamének alpský.

## Přístup
- po červené  značce ze sedla Tri table
- po červené  značce z rozcestí Strihovská poľana
- po modré  značce ze Sniny
- po zelené  značce z obce Zemplínske Hámre

Od Morského oka vede na vrchol Naučná stezka Morské oko.

## Chráněné území
Sninský kameň je přírodní památka v oblasti Vihorlat. Nachází se v okrese Snina v Prešovském kraji. Území bylo vyhlášeno či novelizováno v roce 1982 na rozloze 1,62 ha. Rozloha ochranného pásma byla stanovena na 3,9700 ha.

## Fotogalerie

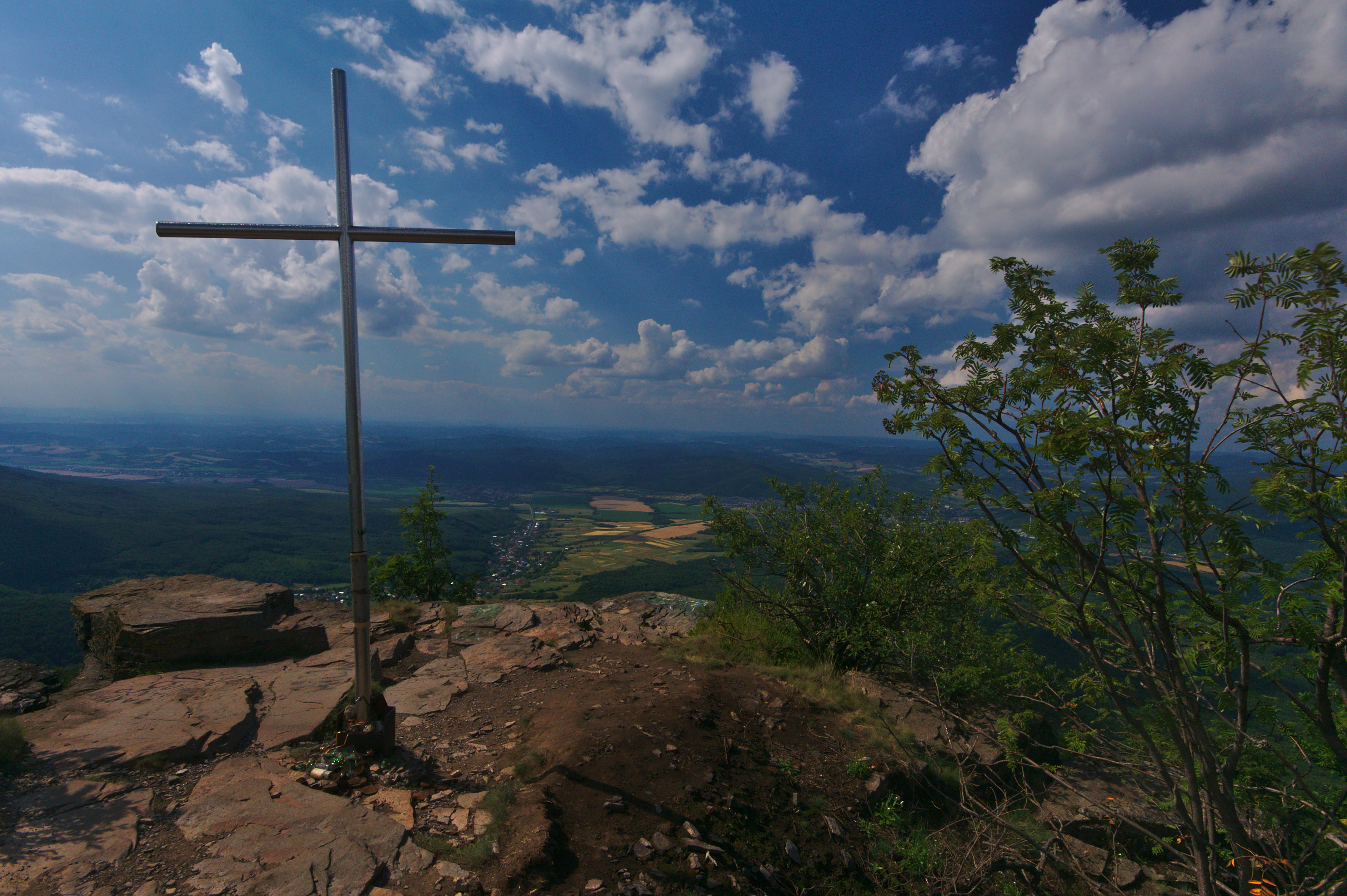
Velký Sninský kameň - vrcholový kříž
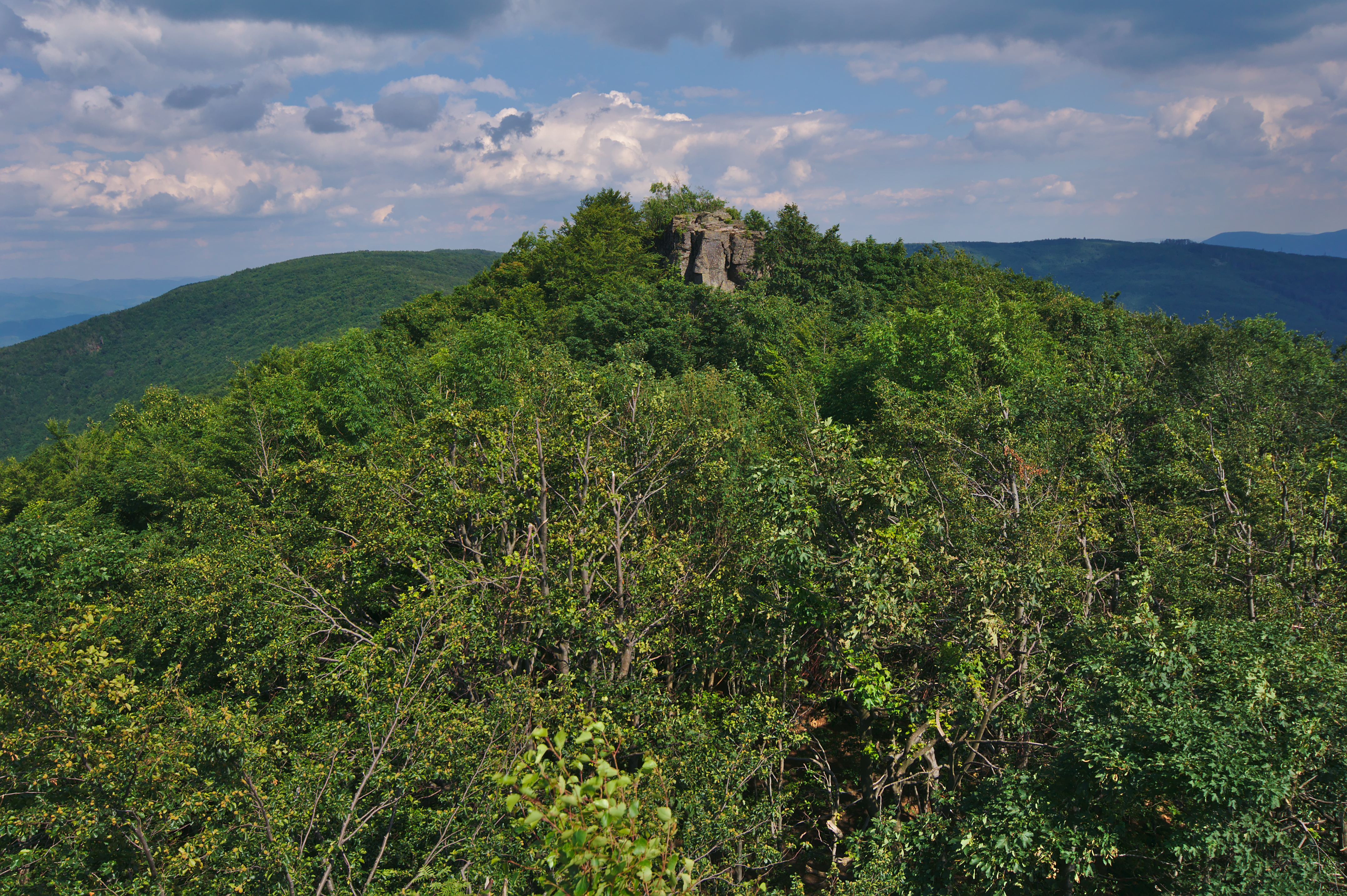
Pohled na Malý z Velkého Sninský kameňa
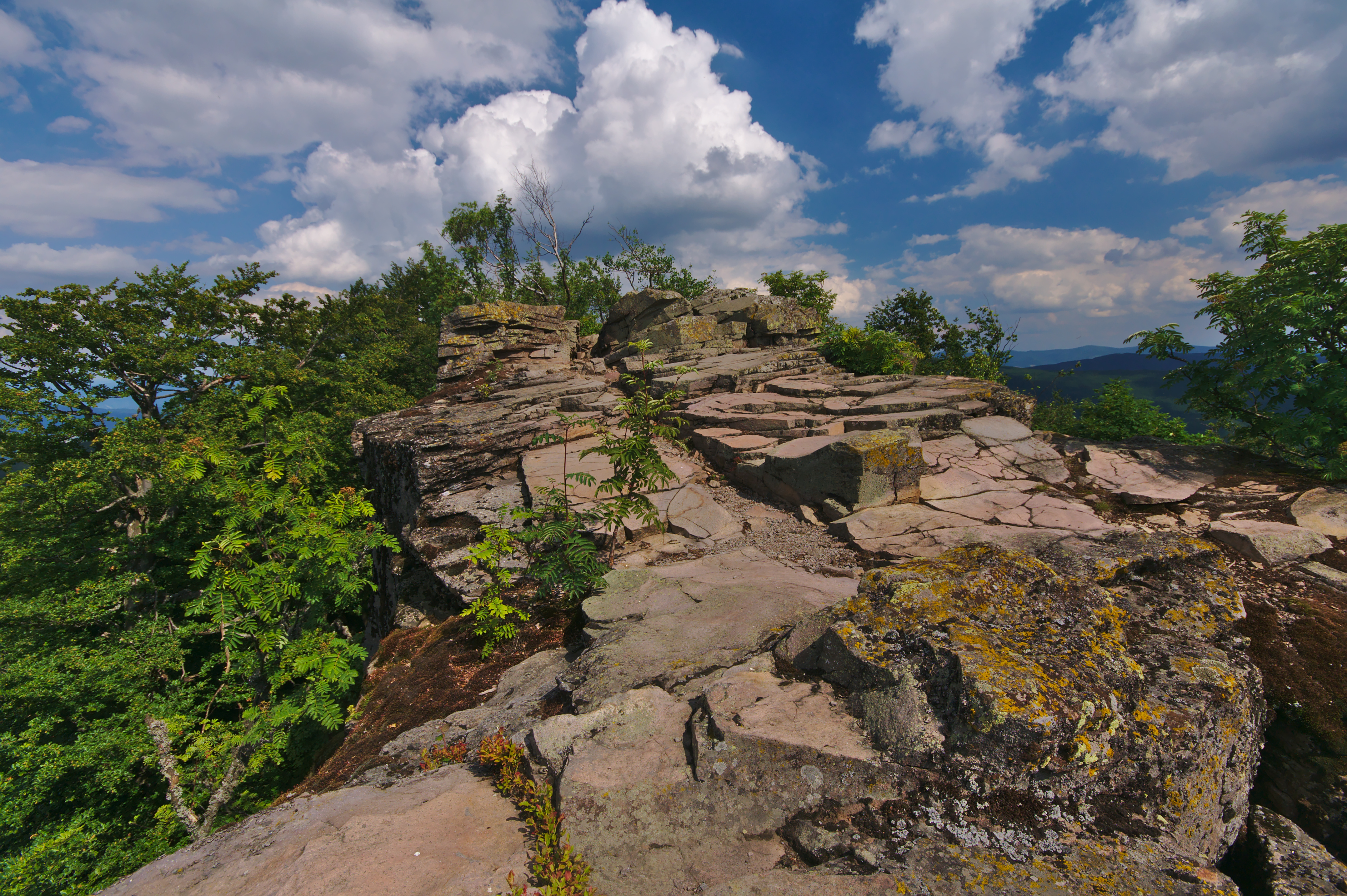
Malý Sninský kameň
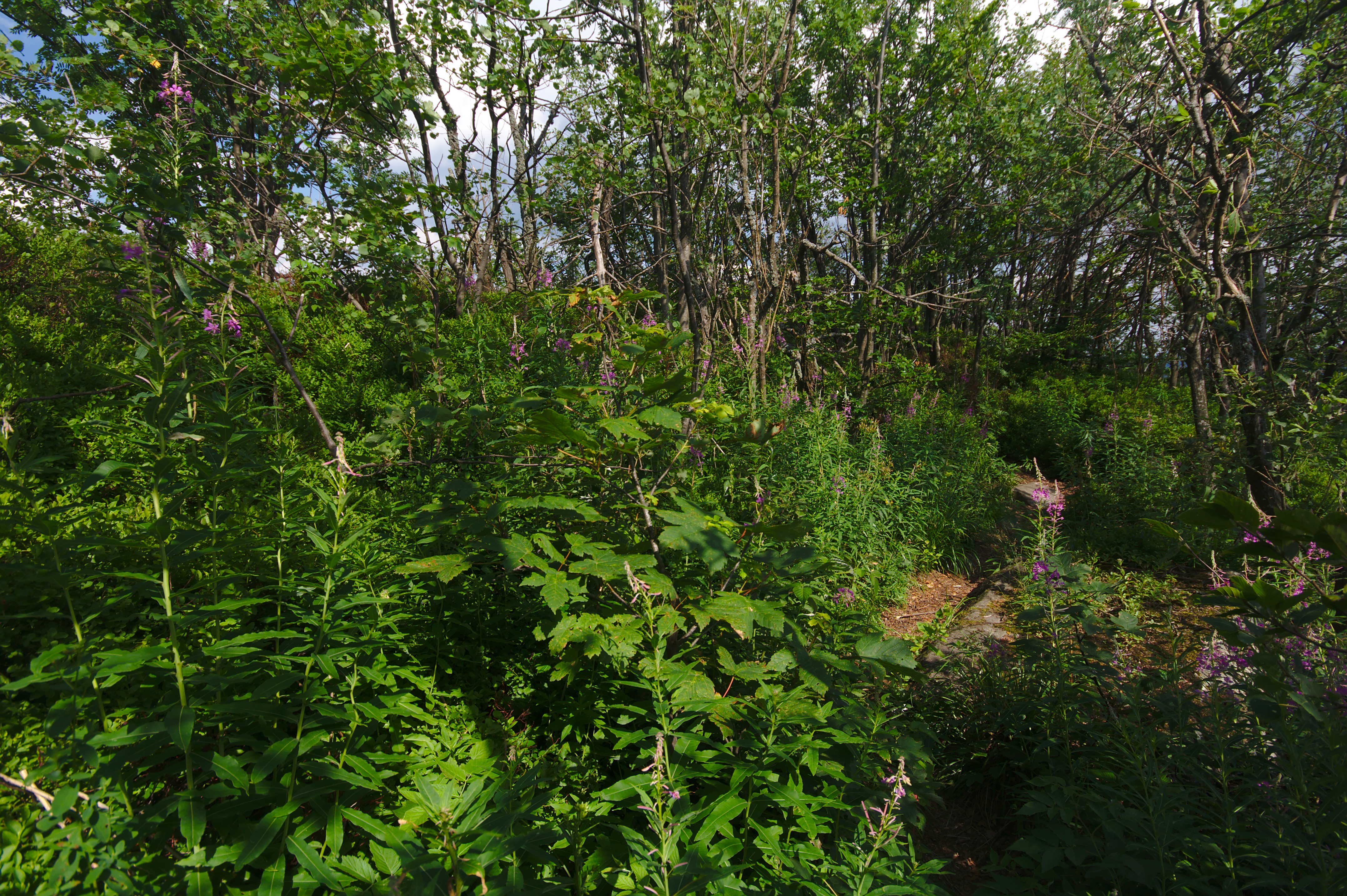
Flóra na Velkém Sninském kameni
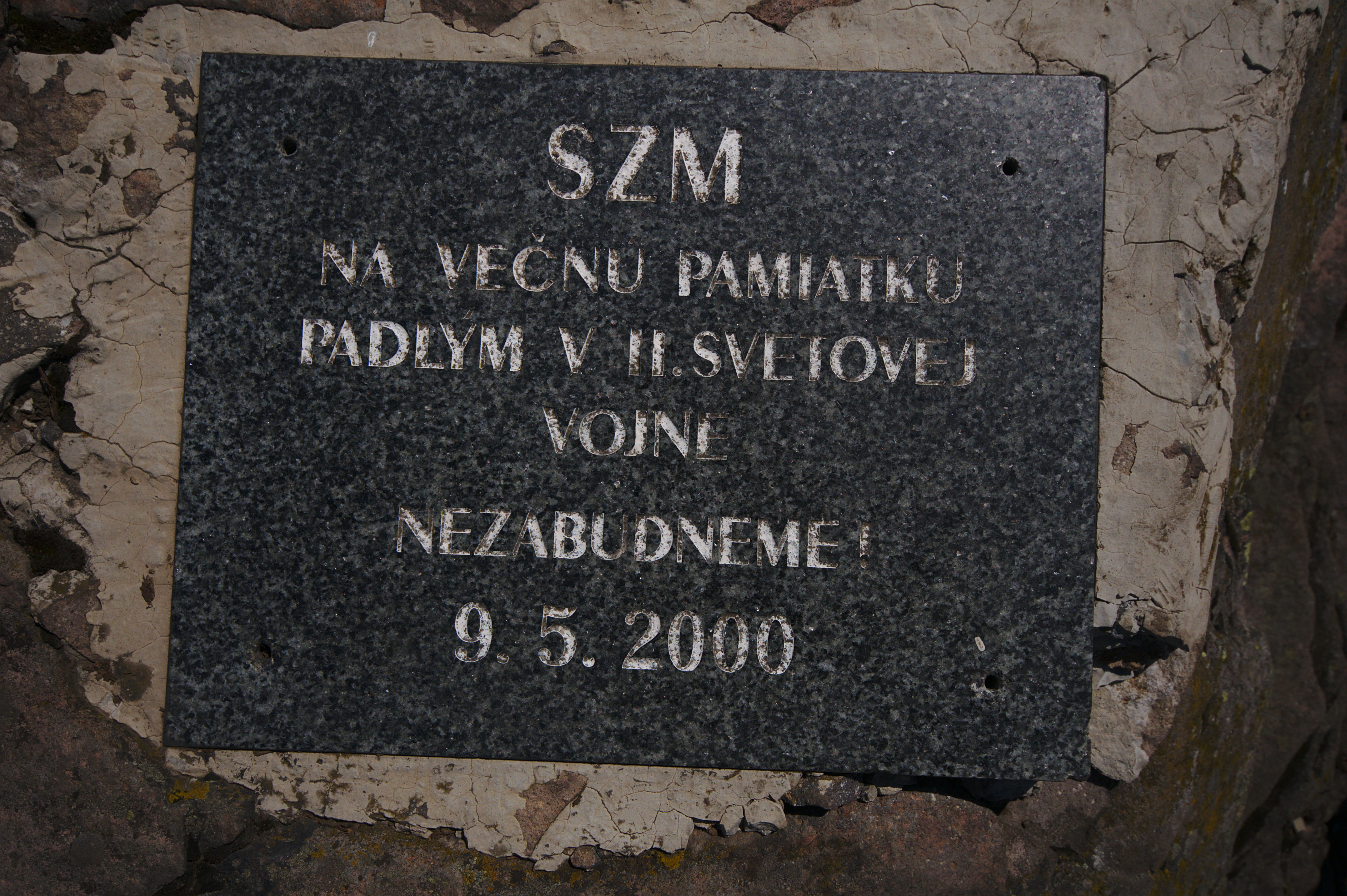
Památní deska na Malém Sninském kameni
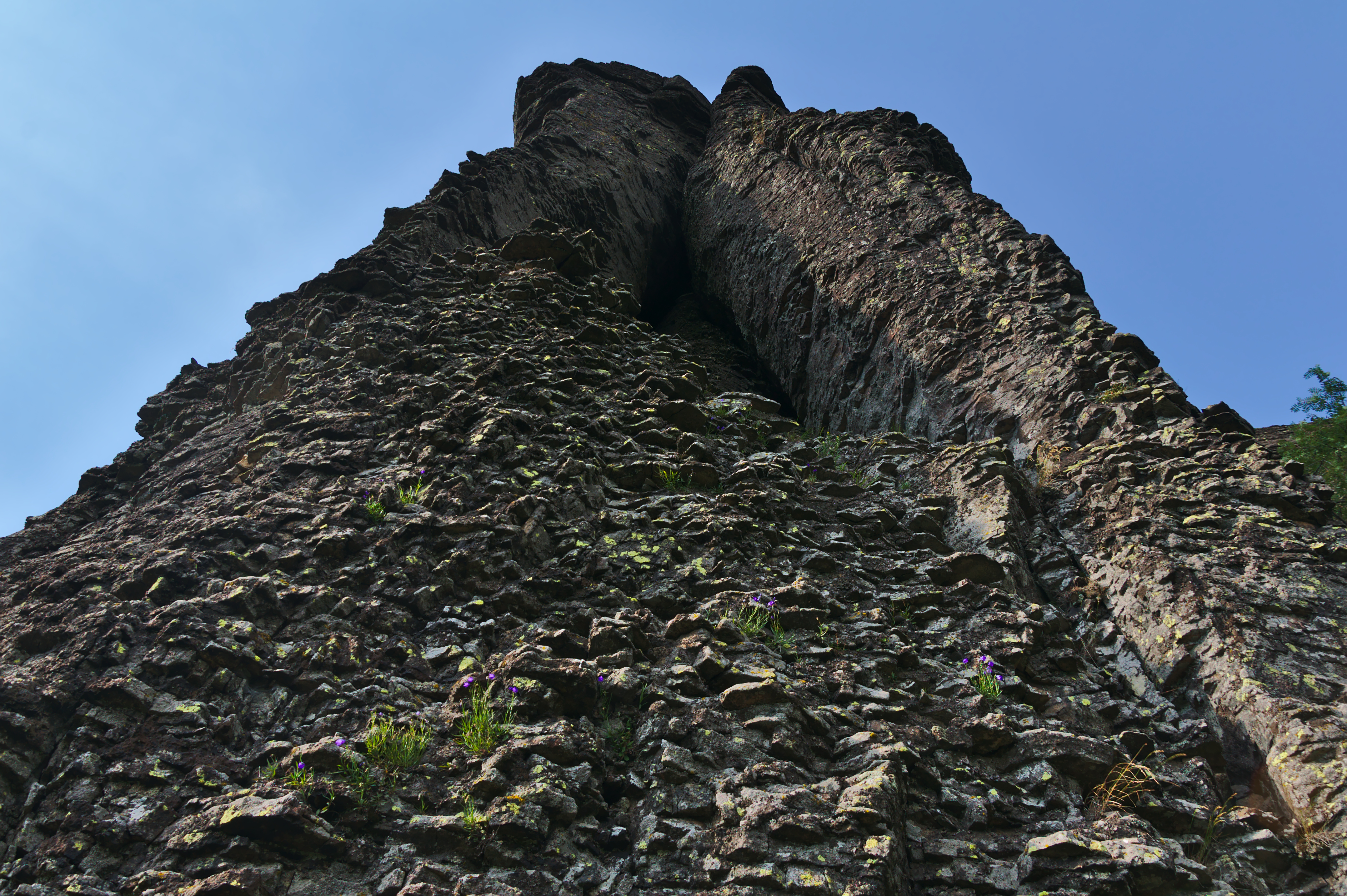
Sopečná hornina
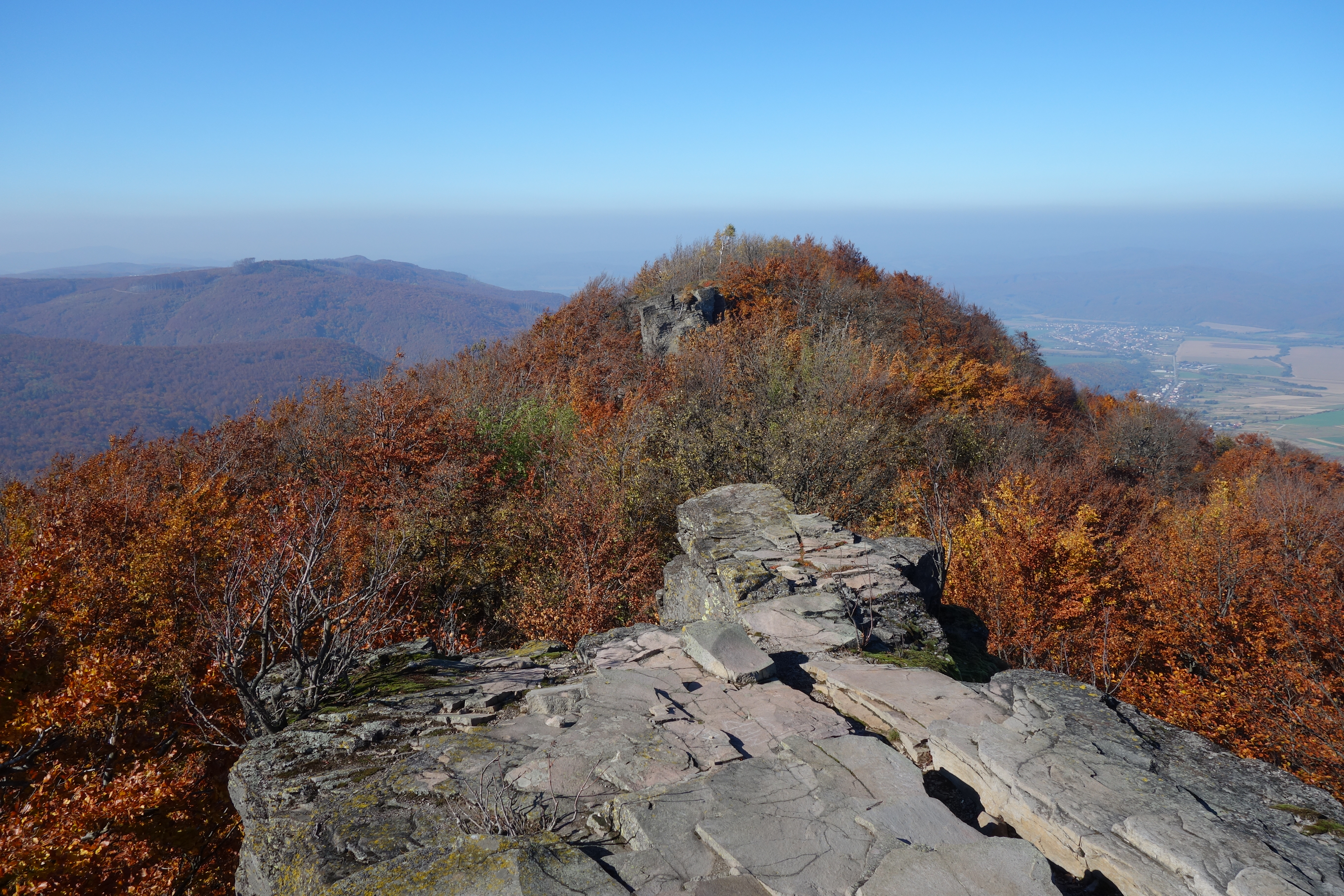
Sninský kameň na podzim
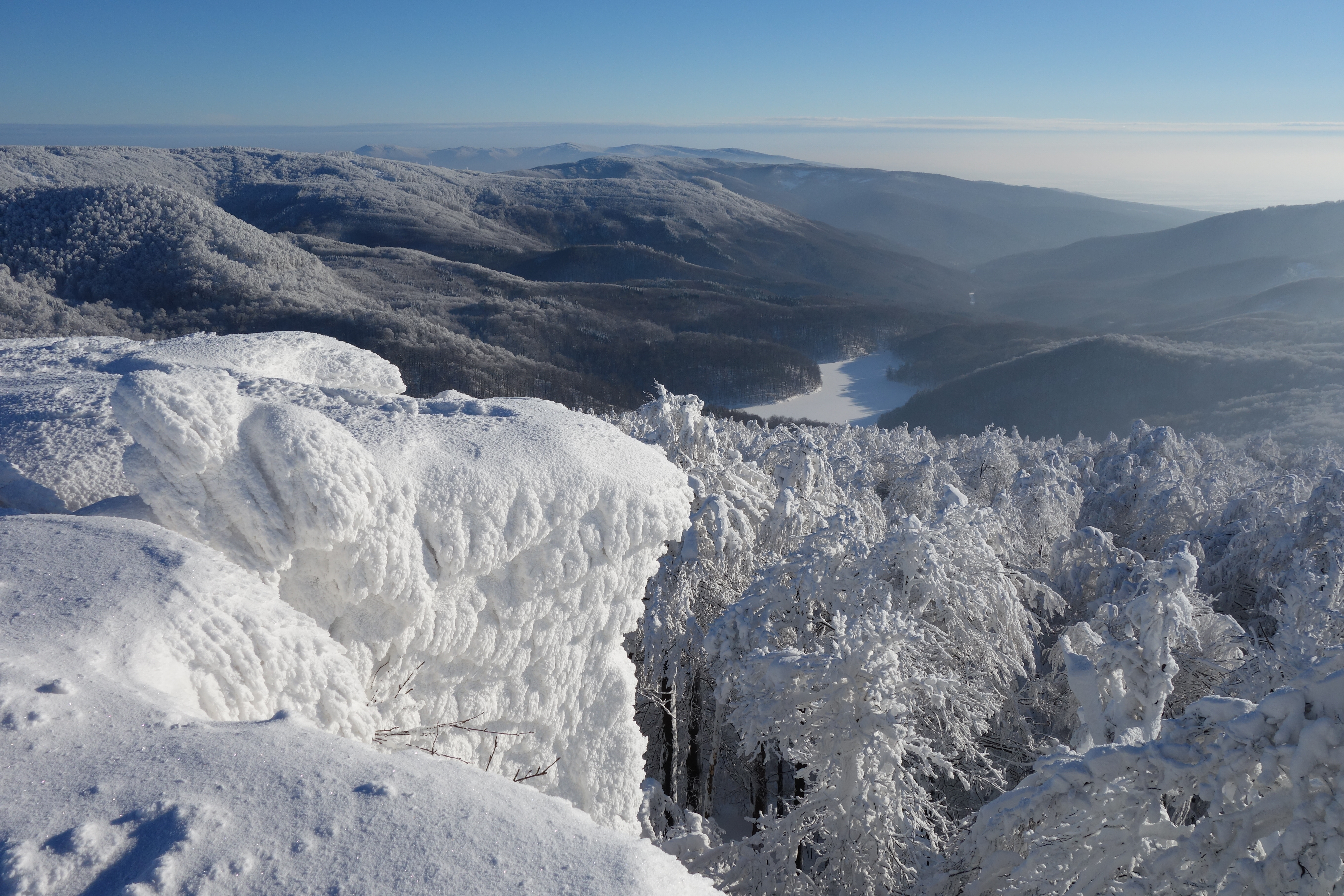
Pohled na Morské oko ze Sninského kameňa
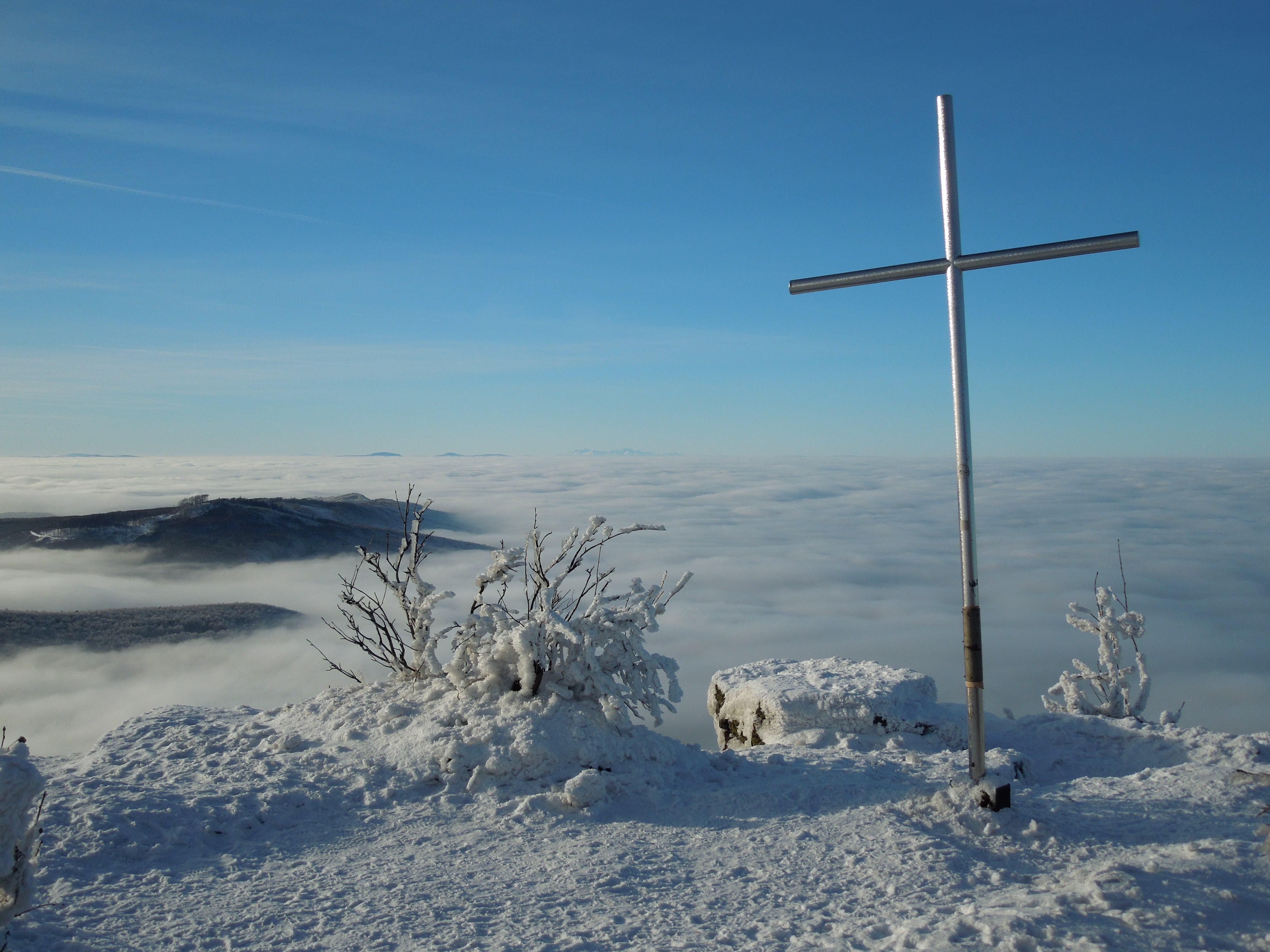
Inverze na Sninskom kameni
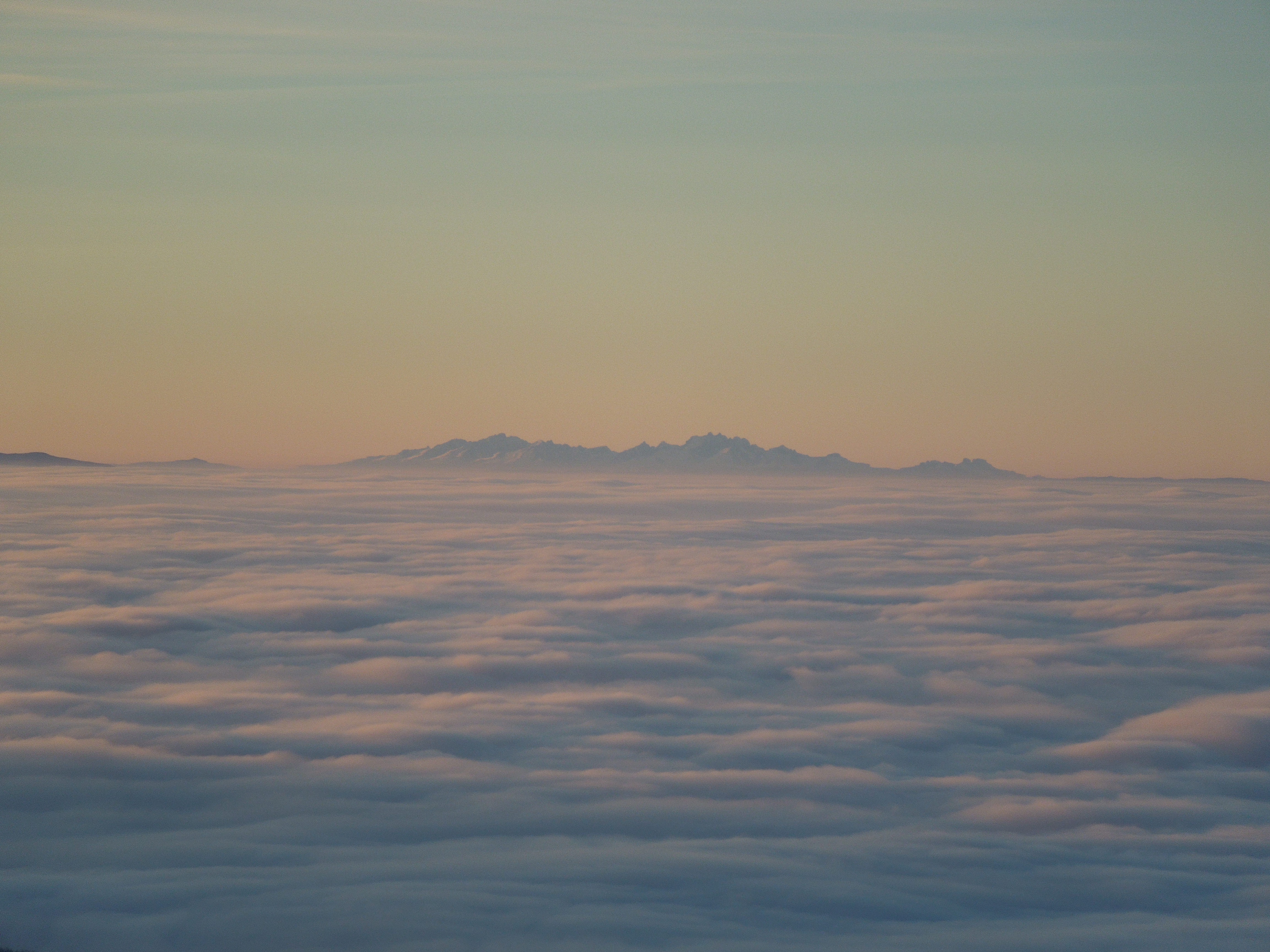
Pohled na Tatry ze Sninského kameňa